# Locomotiva SB 21
Le locomotive SB 21 erano locomotive a vapore con tender connesso permanentemente, tipo Engerth, del parco rotabili della k.k. Südliche Staatsbahn successivamente entrate a far parte, dal 1858, del parco della società ferroviaria austriaca Südbahn. Dopo il 1864 vennero rinominate nel gruppo SB 27.

## Storia
Le locomotive provenivano dal parco rotabili della k.k. Südliche Staatsbahn ove erano state immatricolate tra 1856 e 1857 designandole con nomi propri "di battesimo" come era in uso fare presso numerose ferrovie dell'epoca. Furono costruite per la trazione dei treni merci dalla fabbrica di locomotive Neustädter Lokomotivfabrik di Vienna nella quantità complessiva di 26 unità e consegnate tutte entro il 1857. In seguito alla privatizzazione delle ferrovie austriache vennero assegnate al parco della società subentrante Südbahn e inizialmente inquadrate nel gruppo 21. Dopo il 1864 vennero incorporate nel nuovo gruppo SB 27.
Le locomotive furono usate per ripagare i danni di guerra dopo la prima guerra mondiale e assegnate all'Italia. Vennero immatricolate nel gruppo FS 197 con numeri progressivi da 001 a 026

## Caratteristiche
Le locomotive del gruppo erano un tipico progetto del tempo che accomunava il tender alla locomotiva scaricando su esso parte del peso. La loro filosofia costruttiva era stata sviluppata dal direttore delle ferrovie statali dell'Impero austro-ungarico, ingegnere Wilhelm von Engerth che aveva progettata la locomotiva da montagna per la ferrovia del Semmering, la prima nel suo genere.
La caratteristica più evidente delle macchine era il collegamento del tender mediante un giunto sferico che ne faceva un tutt'uno con la locomotiva vera e propria. Il vantaggio era quello di poter allungare la caldaia facendo gravare il forno sul carrello posteriore che supportava la piattaforma di lavoro e il tender vero e proprio. La configurazione conteneva il peso assiale del complesso articolato senza le complicazioni di un rodiggio a 4 o più assi difficile da realizzare per l'epoca e che avrebbe comportato un passo rigido eccessivo della macchina.

## Corrispondenza locomotive ex SB e numerazione FS[3]
Le locomotive vennero inizialmente denominate con un nome proprio, come era costume al tempo della costruzione; in seguito ebbero l'immatricolazione nel gruppo 21 e successivamente nel gruppo 27.
| Nome           | gruppo SB e numero | fabbrica | anno di fabbricazione | demolizione o alienazione |
| -------------- | ------------------ | -------- | --------------------- | ------------------------- |
| CAPO D'ISTRIA  | 21/27.637          | WN       | 1856                  | 1926                      |
| KASCHUTTA      | 21/27.638          | WN       | 1856                  | 1926                      |
| CANORETTO      | 21/27.640          | WN       | 1857                  | 1926                      |
| DIVACA         | 21/27.641          | WN       | 1856                  | 1926                      |
| GRINDONZ       | 21/27.642          | WN       | 1857                  | 1926                      |
| LAAK           | 21/27.644          | WN       | 1856                  | 1927                      |
| JAVORNIK       | 21/27.645          | WN       | 1857                  | 1927                      |
| KANOS          | 21/27.646          | WN       | 1856                  | 1928                      |
| LANDSTRASS     | 21/27.648          | WN       | 1857                  | 1929                      |
| LESECCE        | 21/27.649          | WN       | 1856                  | 1929                      |
| MÖTTLING       | 21/27.650          | WN       | 1856                  | 1929                      |
| MONTE MAGGIORE | 21/27.651          | WN       | 1856                  | 1926                      |
| ROVIGNO        | 21/27.652          | WN       | 1857                  | 1926                      |
| REKA           | 21/27.654          | WN       | 1856                  | 1925                      |
| RAKEK          | 21/27.655          | WN       | 1857                  | 1925                      |
| SENOSETSCH     | 21/27.788          | WN       | 1856                  | 1926                      |
| STEIN          | 21/27.657          | WN       | 1856                  | 1926                      |
| TSCHERNEMBL    | 21/27.658          | WN       | 1857                  | 1926                      |
| CHIAPOVANO     | 21/27.634          | WN       | 1856                  | 1928                      |
| PARENZO        | 21/27.635          | WN       | 1857                  | 1928                      |
| CHERSO         | 21/27.636          | WN       | 1856                  | 1928                      |
| ISOLA          | 21/27.643          | WN       | 1856                  | 1927                      |
| KIRCHHEIM      | 21/27.647          | WN       | 1856                  | 1928                      |
| AQUILEIA       | 21/27.633          | WN       | 1856                  | 1928                      |
| ROMBON         | 21/27.653          | WN       | 1856                  | 1927                      |
| CORGNALE       | 21/27.639          | WN       | 1857                  | 1915                      |